# Загальная Корысть
Загальная Корысть (укр. Загальна Користь, в переводе на русский - Общая Польза) — село в Новобугском районе Николаевской области Украины.
Население по переписи 2001 года составляло 333 человек. Почтовый индекс — 55609. Телефонный код — 5151. Занимает площадь 0,81 км².

## Местный совет
55600, Николаевская обл., Новобугский р-н, г. Новый Буг, ул. Ленина, 42